# Eugenia pallidopunctata
Eugenia pallidopunctata är en myrtenväxtart som beskrevs av Mazine. Eugenia pallidopunctata ingår i släktet Eugenia och familjen myrtenväxter. Inga underarter finns listade i Catalogue of Life.